# Berry van Peer
Berry van Peer (Roosendaal, 23 augustus 1996) is een Nederlands darter die sinds 2016 uitkomt voor de PDC. In september 2023 wist Van Peer de WDF World Cup-singles te winnen.

## Carrière

### Beginjaren
In 2010 begon de destijds 13-jarige Berry van Peer zich echt met het darten bezig te houden. Van Peer speelde zich na korte tijd in het Nederlandse team, waarmee hij in 2013 en 2014 het team-event van de WDF Europe Youth Cup won. Van Peer maakte in dat jaar ook zijn debuut op een televisietoernooi op de Zuiderduin Masters. Hier verloor hij in de finale met 2-0 van Colin Roelofs. In 2014 boekte Van Peer zijn grootste prestatie als jeugdspeler door het Open Denemarken te winnen.
Van Peer gooide in 2015 de zogenoemde Development Tour, voorheen de Youth Tour, van de PDC. In het eerste weekend liet Van Peer meteen van zich spreken door twee van deze toernooien te winnen. Van Peer stond aan het einde van het jaar derde op de Development Tour-ranking en ontving daarmee een tourkaart voor de PDC. Van Peer wist zich meteen voor het eerste tv-toernooi, de UK Open 2016, te kwalificeren en verloor hier in de tweede ronde. In oktober 2016 plaatste Van Peer zich voor de finale van het PDC WK-jeugdtoernooi 2016, die hij met 6–2 verloor van Corey Cadby. Deze finaleplaats leverde hem echter wel een startbewijs voor de Grand Slam of Darts 2017 op.
Tijdens de Grand Slam of Darts 2017 kreeg Van Peer last van darteritus, een mentale en fysieke aandoening die ervoor zorgt dat een darter zijn pijlen niet kan loslaten. Dit gebeurde in de partij tegen Gary Anderson. Van Peer kreeg vervolgens steun van Anderson en scheidsrechter Russ Bray. Deze partij ging verloren voor Van Peer, maar een paar dagen later versloeg hij wel Cameron Menzies, waardoor hij zich plaatste voor de tweede ronde. Hier verloor hij met 10–2 van Mensur Suljović.
In 2019 deed Berry van Peer samen met Gino Vos mee aan de Dutch Open-koppels. De finale werd gewonnen door Justin van Tergouw en Martijn Kleermaker te verslaan.
In 2020 wist Berry van Peer een tourkaart te bemachtigen door goede prestaties op de Development Tour, met zijn derde plaats in de ranking. Hiermee was hij na twee jaar van afwezigheid weer terug op de Pro Tour. Na deze periode raakte Van Peer zijn tourkaart echter weer kwijt.
Op 29 januari 2023 won Van Peer de finale van het Dutch Open door met 3-1 in sets te winnen van de Belg Andy Baetens. Met deze overwinning behaalde hij tevens een ticket voor het WDF World Darts Championship van 2024.

## Resultaten op Wereldkampioenschappen

### WDF

#### World Cup
- 2023: Winnaar (gewonnen in de finale van Frank Bruns met 7-3)

### PDC

#### PDC World Darts Championship
- 2024: Laatste 32 (verloren van Damon Heta met 3-4)

#### PDC World Youth Championship
- 2015: Laatste 32 (verloren van Max Hopp met 1-6)
- 2016: Runner-up (verloren van Corey Cadby met 2-6)
- 2017: Laatste 32 (verloren van Mike De Decker met 3-6)
- 2018: Laatste 32 (verloren van Justin Smith met 1-6)
- 2019: Laatste 32 (verloren van Luke Humphries met 5-6)
- 2020: Groepsfase (gewonnen van Justin Hewitt met 5-0, verloren van Bradley Halls met 1-5)